# 犹太情人节
犹太情人节（希伯来语：ט״ו באב‎），位于阿夫月十五日。从农业上来说，此时是以色列地区开始收获葡萄的日子，赎罪日则是葡萄收获结束的日子。不过，在《密释纳》中，这两个日子却是少男少女的浪漫时光。在这个日子里，少女们卸下常日的遮盖，穿上简洁的白袍，在葡萄园中翩翩起舞，尽情展现自己的魅力。
在《希伯来圣经》中，这一天是以色列十二支派相互通婚的日子（《民数记》36:8~9），也是便雅悯支派被允许重回以色列大家庭的日子（《士师记》），因此具有特殊的含义。
在现代以色列，这一日子也经常成为犹太情侣约会、订婚、结婚的日子。